# Rush (film, 2013)
Rush är en amerikansk-tysk-brittisk biografisk dramafilm från 2013.

## Handling
Rush är baserad på verkliga händelser inom Formel 1 på 1970-talet. Vi får följa rivalerna James Hunt (Chris Hemsworth) och Niki Lauda (Daniel Brühl) i deras kamp mot varandra både på och utanför banan. Som personer är de helt olika, den stilige brittiska playboyen James Hunt och den metodiske österrikaren Niki Lauda, men under säsongen 1976 var båda villiga att riskera allt för att bli världsmästare.

## Om filmen
Rush regisserades av Ron Howard, som även producerade filmen tillsammans med bland andra Andrew Eaton, Eric Fellner och Brian Grazer.
Filmen nominerades till två Golden Globe Awards för bästa film – drama och för bästa manliga biroll (Daniel Brühl).

## Rollista i urval
| Chris Hemsworth      | – James Hunt                                 |
| Daniel Brühl         | – Niki Lauda                                 |
| Olivia Wilde         | – Suzy Miller (Hunts fru)                    |
| Alexandra Maria Lara | – Marlene Knaus (Laudas fru)                 |
| Pierfrancesco Favino | – Clay Regazzoni                             |
| David Calder         | – Louis Stanley                              |
| Natalie Dormer       | – Gemma (Hunts älskarinna och sjuksköterska) |